# Kołodziejówka (gmina)
Kołodziejówka – dawna gmina wiejska w powiecie skałackim województwa tarnopolskiego II Rzeczypospolitej. Siedzibą gminy była Kołodziejówka.
Gminę utworzono 1 sierpnia 1934 r. w ramach reformy na podstawie ustawy scaleniowej z dotychczasowych gmin wiejskich: Hałuszczyńce, Kołodziejówka, Magdalówka, Panasówka, Żerebki Królewskie i Żerebki Szlacheckie.
Pod okupacją zniesiona i przekształcona m.in. w gminę Sorocko.